# Hackhauser Straße 7
Das Gebäude Hackhauser Straße 7 ist eine denkmalgeschützte Villa in der bergischen Großstadt Solingen.  

## Lage
Die Villa befindet sich in einem großen Parkgrundstrück an der Hackhauser Straße im Zentrum des Stadtteils Ohligs, in einer leichten Höhenlage südlich des Solinger Hauptbahnhofs. Gegenüber befinden sich die katholische Kirche St. Josef und ein katholischer Friedhof.

## Geschichte und Architektur

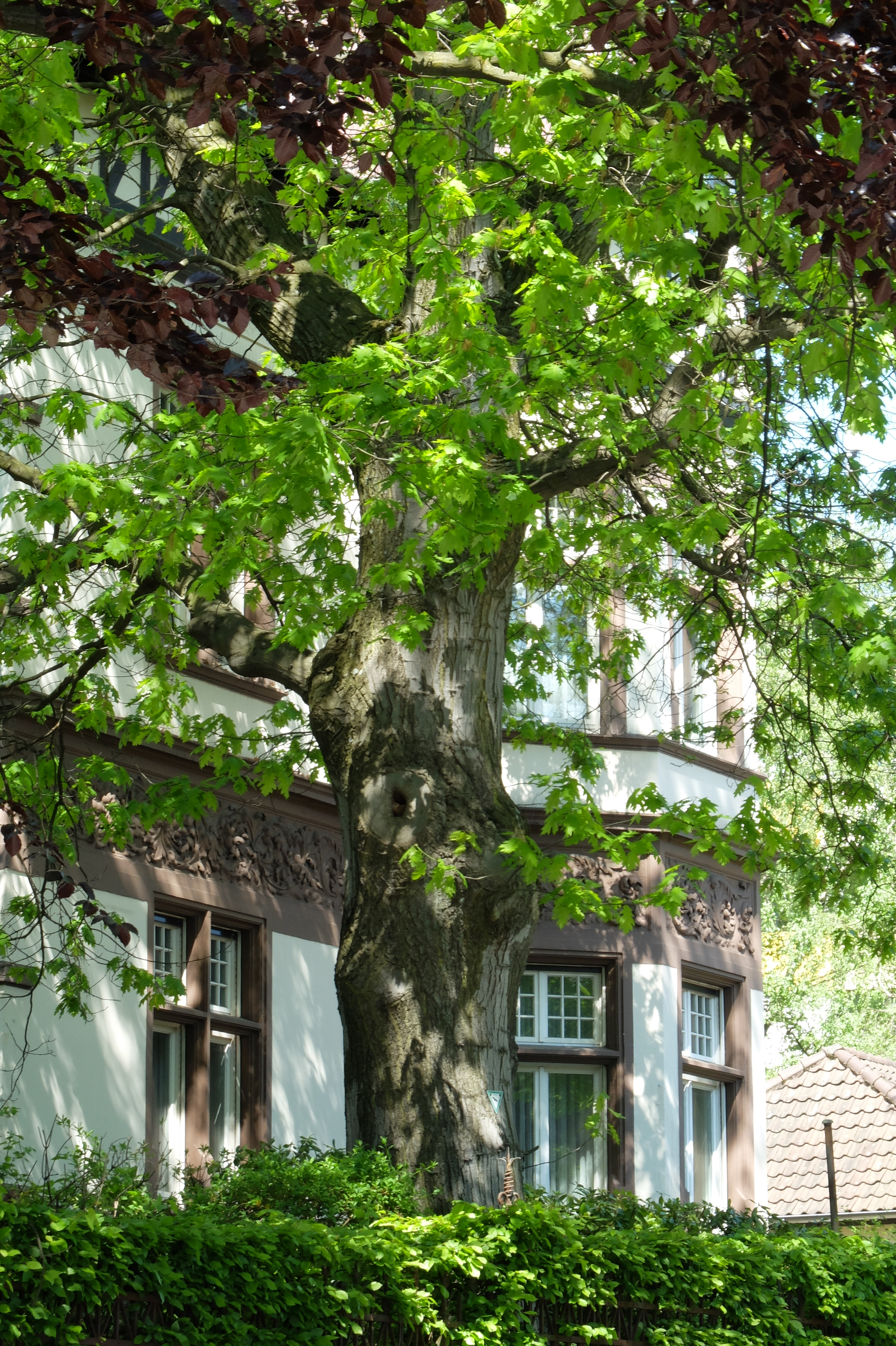
Roteiche vor der Villa

Im Südwesten des Bahnhofs Ohligs entstanden nach der Reichsgründung 1871 eine Reihe von Fabrikantenvillen, darunter auch mehrere der Familie Bremshey. Das gleichnamige Schirmfuniturenunternehmen zählte zu den größten Ohligser Unternehmen und hatte seinen Sitz an der nahen Wilhelmstraße, die auch nach dem Firmengründer Caspar Wilhelm Bremshey benannt wurde. Dietrich Bremshey, der der Geschäftsleitung des Unternehmens angehörte, errichtete seine Villa aus Platzgründen nicht an der Wilhelmstraße, sondern an der Hackhauser Straße. Er beauftragte den Elberfelder Architekten Heinrich Plange. Der Bauantrag wurde am 15. Juli 1896 gestellt.:124
Die Villa Dietrich Bremshey wurde als zweieinhalbgeschossiger Putzbau errichtet und in der pittoresken Formensprache der Deutschen Renaissance gestaltet. Der Baukörper wird durch einen Turmerker mit Ziegelhelm und Wetterfahne aus Kupfer zur Hackhauser Straße hin dominiert. Die Fassade ist reich verziert u. a. durch Schmuckfachwerk unter dem Dach und einen bemerkenswerten Stuckfries zwischen dem ersten und dem zweiten Geschoss. Im Jahre 1921 beauftragte Bremshey den Ohligser Architekten Paul Linder mit dem Umbau der Villa zu einem Zweifamilienhaus.:124f.
Am 16. Dezember 1986 wurde das Gebäude unter der Nummer 689 in die Denkmalliste der Stadt Solingen eingetragen. Die vor dem Haus befindliche Roteiche wurde in die Liste der Naturdenkmäler in Solingen eingetragen.